# غدب سولي
غدب سولي (باللاتينية: Scrophularia souliei ) هو نوع نباتي يتبع جنس الغدب من الفصيلة الغدبية.